# Европейское оптическое общество
Европейское Оптическое Общество (сокращённо ЕОS) — это некоммерческий союз, представляющий интересы своих членов на Европейском уровне, ассоциированный член Международной комиссии по оптике. EOS было учреждено 24 мая 1991 года в Гааге. Резиденция общества и место судебных разбирательств находятся в Париже.

## Цели и миссия
Европейское Оптическое Общество способствует научному прогрессу в области оптических технологий и смежных наук, а также содействует их применению на Европейском и интернациональном уровнях за счёт объединения в сеть основных действующих в этом направлении лиц. При этом EOS служит рабочей платформой для учёных, предприятий, организаций, учебных заведений и других профессиональных объединений, имеющих своей целью дальнейшее развитие оптических технологий и областей их применения в Европе.

## Основные виды деятельности
- Организация тематических встреч, рабочих семинаров и конференций, а также участие в спонсировании других научных мероприятий в области оптических технологий
- Специализированные комиссии для различных областей применения оптических технологий (например формирование изображений, террагерцевые технологии, микрооптика, оптическая измерительная техника, обучение и дополнительная подготовка специалистов…)
- Выпуск онлайн-журнала (см. ниже)
- Выпуск электронного и печатного изданий (последнее публикуется в журнале «Optics&Laser»)
- Лоббирование на Европейском уровне (платформа технологий Photonics21, Phorce21)
- Ежегодное вручение премий EOS

## Участники
Европейское Оптическое Общество в данное время насчитывает около 6500 членов, среди которых национальные оптические общества, институты, университеты, фирмы, а также студенты и частные лица.
Национальные оптические общества:
19 стран представлены в EOS своими национальными оптическими обществами:
- Бельгия: Comité Belge d’Optique — Belgian Optical Committee (CBO-BCO); Promoptica)
- Чехия и Словакия: Czech and Slovak Society for Photonics (CSSF)
- Дания: Danish Optical Society (DOPS)
- Финляндия: Finnish Optical Society (FOS)
- Франция: Société Française d’Optique (SFO)
- Германия: Deutsche Gesellschaft für Angewandte Optik (DGaO); Wissenschaftliche Gesellschaft Lasertechnik e.V. (WLT)
- Италия: Societa Italiana di Ottica e Fotonica (SIOF)
- Латвия: Latvian Optical Society (LOS)
- Нидерланды: Dutch Physical Society — Optics Section DPS-OS)
- Польша: Polish Physical Society — Optics Division (PPS)
- Румыния: Division of Optics & Quantum Electronics of the Romanian Physical Society (DOQE-RPS)
- Россия: Laser Association (LAS); Rozhdestvensky Optical Society (ROS)
- Швеция: Swedish Optical Society (SOS)
- Швейцария: Swiss Society for Optics and Microscopy (SSOM)
- Украина: Ukrainian Society of Pure and Applied Optics (USPAO)
- Венгрия: Hungarian Optical Society (HOS)
- Соединенное королевство и Ирландия: Institute of Physics Optical Group (IOP)

## JEOS:RP — онлайн-журнал EOS
JEOS:RP — это бесплатный онлайн-журнал Европейского Оптического Общества для исследователей и изобретателей в области оптики и фотоники, освещающий множество актуальных в оптике и фотонике тем.